# 彼得·奧馬霍尼
彼得·奧馬霍尼（英語：Peter O'Mahony；1989年9月17日—）是一位愛爾蘭橄欖球運動員。他是愛爾蘭國家橄欖球隊的一員，代表愛爾蘭參加了2015年世界盃橄欖球賽。